# Austrolestes aridus
Austrolestes aridus är en trollsländeart som först beskrevs av Tillyard 1908.  Austrolestes aridus ingår i släktet Austrolestes och familjen glansflicksländor. Inga underarter finns listade i Catalogue of Life.